# Joseph-Emmanuel-Auguste-François de Lambertye
Joseph-Emmanuel-Auguste-François de Lambertye, marquis de Lambertye (25 septembre 1748, à Usson-du-Poitou - 21 avril 1819, à Paris), est un général et homme politique français.

## Biographie
Il suit la carrière des armes et a obtenu le grade de maréchal de camp dans les armées du roi.
Le 27 mars 1789, il est élu député de la noblesse aux États généraux par la sénéchaussée du Poitou. Il s'associe aux réserves faites en juin 1789 par les députés de la noblesse du Poitou sur le vote par tête, et réclame de ses commettants de nouveaux pouvoirs qu'il reçut le mois suivant.
Il prête le serment après la fuite du roi de France Louis XVI à Varennes-en-Argonne en juin 1791, puis émigre, et, commanda, en 1792, à l'Armée des princes, un corps de gendarmerie dans les compagnies rouges, composées de mousquetaires, chevau-légers et gendarmes de la garde du roi. Il passe ensuite en Angleterre, où sa parenté avec le roi d'Angleterre George III lui valut de celui-ci la promesse d'un régiment que le premier ministre William Pitt le Jeune refuse de lui accorder. Rentré en France avec les Bourbons, Lambertye est nommé lieutenant général des armées du roi Louis XVIII le 23 août 1814.
Il est le grand-père d'Emmanuel Parent de Curzon et d'Alfred de Curzon.

## Sources
- « Joseph-Emmanuel-Auguste-François de Lambertye », dans Adolphe Robert et Gaston Cougny, Dictionnaire des parlementaires français, Edgar Bourloton, 1889-1891 [détail de l’édition]